# Județul Maramureș
Maramureș (în maghiară Máramaros megye, în ucraineană Мараморо́щина, în germană Kreis Marmarosch) este un județ format din teritorii ale regiunilor istorice Maramureș, Transilvania și Crișana (respectiv Partium), situat în nord-vestul României. A fost înființat în anul 1968 prin reorganizarea teritorială a Regiunii Maramureș (din raioanele Șomcuta Mare, Baia Mare, Sighet, Lăpuș și Vișeu). Cea mai mare parte a teritoriului județului de azi a făcut parte mai devreme din Județul Maramureș (interbelic), respectiv din Comitatul Maramureș (antebelic). Din punct de vedere al culturii tradiționale, actualul județ este alcătuit din patru zone (etno-folclorice) distincte: Țara Chioarului, Țara Lăpușului, Țara Maramureșului (jumătatea de nord-est a Maramureșului Istoric) și Țara Codrului (partea de sud-vest), la care se adaugă Zona Metropolitană Baia Mare. Reședința și centrul cultural, educațional și economic a județului este municipiul Baia Mare.

## Diviziuni administrative
Județul este format din 76 unități administrativ-teritoriale: 2 municipii, 11 orașe și 63 de comune.
Lista de mai jos conține unitățile administrativ-teritoriale din județul Maramureș.
| Stemă              | Nume                  | Tip de localitate            | Populație          | Imagine            |
| Municipii și orașe | Municipii și orașe    | Municipii și orașe           | Municipii și orașe | Municipii și orașe |
| ------------------ | --------------------- | ---------------------------- | ------------------ | ------------------ |
|                    | Baia Mare             | municipiu reședință de județ | 108.759            |                    |
|                    | Sighetu Marmației     | municipiu                    | 37.640             |                    |
|                    | Baia Sprie            | oraș                         | 15.476             |                    |
|                    | Borșa                 | oraș                         | 27.611             |                    |
|                    | Cavnic                | oraș                         | 4.976              |                    |
|                    | Dragomirești          | oraș                         | 3.213              |                    |
|                    | Seini                 | oraș                         | 8.987              |                    |
|                    | Săliștea de Sus       | oraș                         | 4.893              |                    |
|                    | Târgu Lăpuș           | oraș                         | 11.744             |                    |
|                    | Tăuții-Măgherăuș      | oraș                         | 7.136              |                    |
|                    | Ulmeni                | oraș                         | 7.270              |                    |
|                    | Vișeu de Sus          | oraș                         | 15.037             |                    |
|                    | Șomcuta Mare          | oraș                         | 7.565              |                    |
| Comune             |                       |                              |                    |                    |
|                    | Ardusat               | comună                       | 2.738              |                    |
|                    | Ariniș                | comună                       | 1.084              |                    |
|                    | Asuaju de Sus         | comună                       | 1.441              |                    |
|                    | Bicaz                 | comună                       | 1.124              |                    |
|                    | Bistra                | comună                       | 4.174              |                    |
|                    | Bocicoiu Mare         | comună                       | 3.818              |                    |
|                    | Bogdan Vodă           | comună                       | 3.208              |                    |
|                    | Boiu Mare             | comună                       | 1.131              |                    |
|                    | Botiza                | comună                       | 2.717              |                    |
|                    | Budești               | comună                       | 3.055              |                    |
|                    | Bârsana               | comună                       | 4.474              |                    |
|                    | Băiuț                 | comună                       | 2.340              |                    |
|                    | Băița de sub Codru    | comună                       | 1.871              |                    |
|                    | Băsești               | comună                       | 1.452              |                    |
|                    | Cernești              | comună                       | 3.741              |                    |
|                    | Cicârlău              | comună                       | 3.691              |                    |
|                    | Coaș                  | comună                       | 1.402              |                    |
|                    | Coltău                | comună                       | 2.557              |                    |
|                    | Copalnic-Mănăștur     | comună                       | 5.673              |                    |
|                    | Coroieni              | comună                       | 2.219              |                    |
|                    | Cupșeni               | comună                       | 3.581              |                    |
|                    | Câmpulung la Tisa     | comună                       | 2.485              |                    |
|                    | Călinești             | comună                       | 3.178              |                    |
|                    | Desești               | comună                       | 2.341              |                    |
|                    | Dumbrăvița            | comună                       | 4.372              |                    |
|                    | Fărcașa               | comună                       | 4.015              |                    |
|                    | Giulești              | comună                       | 3.113              |                    |
|                    | Groși                 | comună                       | 2.857              |                    |
|                    | Groșii Țibleșului     | comună                       | 2.095              |                    |
|                    | Gârdani               | comună                       | 1.151              |                    |
|                    | Ieud                  | comună                       | 4.318              |                    |
|                    | Leordina              | comună                       | 2.547              |                    |
|                    | Lăpuș                 | comună                       | 3.709              |                    |
|                    | Mireșu Mare           | comună                       | 4.766              |                    |
|                    | Moisei                | comună                       | 9.264              |                    |
|                    | Oarța de Jos          | comună                       | 1.243              |                    |
|                    | Ocna Șugatag          | comună                       | 3.853              |                    |
|                    | Oncești               | comună                       | 1.549              |                    |
|                    | Petrova               | comună                       | 2.525              |                    |
|                    | Poienile Izei         | comună                       | 940                |                    |
|                    | Poienile de sub Munte | comună                       | 10.073             |                    |
|                    | Recea                 | comună                       | 6.000              |                    |
|                    | Remetea Chioarului    | comună                       | 2.834              |                    |
|                    | Remeți                | comună                       | 3.040              |                    |
|                    | Repedea               | comună                       | 4.716              |                    |
|                    | Rona de Jos           | comună                       | 1.776              |                    |
|                    | Rona de Sus           | comună                       | 3.855              |                    |
|                    | Rozavlea              | comună                       | 3.085              |                    |
|                    | Ruscova               | comună                       | 5.541              |                    |
|                    | Sarasău               | comună                       | 2.238              |                    |
|                    | Satulung              | comună                       | 5.837              |                    |
|                    | Strâmtura             | comună                       | 3.652              |                    |
|                    | Suciu de Sus          | comună                       | 3.868              |                    |
|                    | Săcel                 | comună                       | 3.500              |                    |
|                    | Săcălășeni            | comună                       | 2.299              |                    |
|                    | Sălsig                | comună                       | 1.641              |                    |
|                    | Săpânța               | comună                       | 2.903              |                    |
|                    | Vadu Izei             | comună                       | 2.659              |                    |
|                    | Valea Chioarului      | comună                       | 2.025              |                    |
|                    | Vima Mică             | comună                       | 1.448              |                    |
|                    | Vișeu de Jos          | comună                       | 4.934              |                    |
|                    | Șieu                  | comună                       | 2.348              |                    |
|                    | Șișești               | comună                       | 5.289              |                    |

## Istoric
Județul Maramureș este o unitate administrativă care s-a constituit după Marea Unire din 1918 când partea de Sud a Țării Maramureșului a intrat în componența României. În perioada interbelică județul Maramureș cuprindea numai partea de Nord-Est, de peste Munții Gutâi, a actualului județ, iar reședința a fost orașul Sighet. Județul avea în 1930 o populație de 161.575 de locuitori, dintre care 57,7% români, 20,9% evrei, 11,9% ruteni, 6,9% maghiari, 2% germani ș.a. 
Celelalte părți care compun astăzi județul Maramureș, a făcut parte din județul Satu-Mare (inclusiv orasul Baia Mare), si județul Solnoc (Someș) din care făcea parte zona Țari Lăpușului.
După cel de-Al Doilea Război Mondial limitele administrative ale județului au fost modificate pentru a cuprinde și regiunile menționate mai sus: Țara Chioarului, Țara Lăpușului și o parte din Țara Codrului, rezultând actualul județ Maramureș la care se referă acest articol.
El este continuatorul voievodatului Maramureșului, al comitatului Maramureș și al județului Maramureș (interbelic).

## Descriere geografică
Județul Maramureș este situat în partea de nord a țării, fiind delimitat de județele Satu-Mare, Sălaj, Cluj, Bistrița-Năsăud și Suceava, respectiv la nord fiind delimitat de frontiera cu Ucraina, având o suprafață de 6.215 km² (2,6% din suprafața țării) și un relief variat ca morfologie si complex din punct de vedere geologic.
Zona montană aparținând Carpaților Orientali reprezintă 43%, zona colinară (dealuri, podișuri și piemonturi) circa 30%, iar zona joasă (depresiuni, lunci și terase) restul de 27% din suprafața județului.  Principalele unități montane sunt: Munții Rodnei (cei mai înalți), Munții Maramureșului și lanțul vulcanic Igniș-Gutâi-Țibleș.
Rețeaua hidrografică este reprezentată de principalele râuri: Tisa, Vișeu, Iza, Lăpuș și Someș.

## Vegetație și faună
Vegetația și fauna sunt caracterizate printr-o varietate de specii în funcție de altitudine, unele având caracter endemic munților Rodnei.  Speciile de animale sunt bine reprezentate, prezentând o mare varietate în funcție de altitudine: în zona alpină de capra neagră, marmota, acvila de stâncă, în jnepeniș de cocoșul de mesteacăn, iar în pădurile de conifere de râs, cocoșul de munte, ursul brun, cerbul carpatin și altele.  In râurile de munte, Tisa, Vișeu, Ruscova și Vaser, alături de păstrăv și lipan trăiește cea mai valoroasa specie de salmonide, lostrița. 
Datorită acestor bogății naturale, în județul Maramureș au fost declarate prin Decretul 204/1997 și H.C.J 37/1994, 20 de obiective naturale-rezervații naturale de interes național, iar Rezervația științifică Pietrosu Mare (cuprinsă în aria teritorială a Parcului Național Rodna) este inclusă în programul mondial al UNESCO - „Omul și Biosfera”, alături de Delta Dunării și Parcul Național Retezat.

## Populația
Populația județului Maramureș: 478.659 conform recensământului din 2011.
Componența etnică a județului Maramureș
     Români (79%)
     Maghiari (6,8%)
     Ucraineni (6,4%)
     Romi (2,5%)
     Germani (0,2%)
     Altă etnie (0,2%)
Maramureș - evoluția demografică

|  | Graficele sunt indisponibile din cauza unor probleme tehnice. Mai multe informații se găsesc la Phabricator și la wiki-ul MediaWiki. |

Date: Recensăminte sau birourile de statistică - grafică realizată de Wikipedia

Structura etnică:
- Români - 374.488 sau 78,24%
- Maghiari -  32.613 sau 6,81%
- Ucraineni - 30.286 sau 6,43%
- Rromi - 12.211 sau 2,55%
- Germani (mai precis țipțeri și sași) - 1.054 sau 0,22%

## Politica
Județul Maramureș este administrat de un consiliu județean format din 34 consilieri. În urma alegerilor locale din 2024, consiliul este prezidat de Gabriel-Valer Zetea de la PSD, iar componența politică a Consiliului este următoarea:
|  | Partid                                 | Consilieri | Componența Consiliului | Componența Consiliului | Componența Consiliului | Componența Consiliului | Componența Consiliului | Componența Consiliului | Componența Consiliului | Componența Consiliului | Componența Consiliului | Componența Consiliului | Componența Consiliului | Componența Consiliului | Componența Consiliului | Componența Consiliului | Componența Consiliului |
|  | -------------------------------------- | ---------- | ---------------------- | ---------------------- | ---------------------- | ---------------------- | ---------------------- | ---------------------- | ---------------------- | ---------------------- | ---------------------- | ---------------------- | ---------------------- | ---------------------- | ---------------------- | ---------------------- | ---------------------- |
|  | Partidul Social Democrat               | 15         |                        |                        |                        |                        |                        |                        |                        |                        |                        |                        |                        |                        |                        |                        |                        |
|  | Partidul Național Liberal              | 12         |                        |                        |                        |                        |                        |                        |                        |                        |                        |                        |                        |                        |                        |                        |                        |
|  | Alianța Dreapta Unită USR-PMP          | 3          |                        |                        |                        |                        |                        |                        |                        |                        |                        |                        |                        |                        |                        |                        |                        |
|  | Alianța pentru Unirea Românilor        | 2          |                        |                        |                        |                        |                        |                        |                        |                        |                        |                        |                        |                        |                        |                        |                        |
|  | Uniunea Democrată Maghiară din România | 2          |                        |                        |                        |                        |                        |                        |                        |                        |                        |                        |                        |                        |                        |                        |                        |

## Stema județului

Stema județului Maramureș

Este adoptată prin Hotărârea Guvernului nr. 684 din 30 septembrie 1998 și publicată în Monitorul Oficial nr. 416 din 15 octombrie 1998.
Descrierea stemei:
Stema județului Maramureș se compune dintr-un scut tăiat; în dreapta părții superioare se află un cap de zimbru, natural, având între coarne o stea de aur cu cinci raze, flancat în dreapta de o roză din același metal, iar în stânga, de o semilună de argint, conturnată; în stânga părții superioare este reprezentată o capră neagră stând pe piscul unui munte de argint, care are conturat, în centru, intrarea într-o mină; muntele este flancat de doi brazi naturali; în partea inferioară, pe câmp de azur, se află o biserică din lemn, de aur, văzută dinspre altar, cu acoperiș în două ape, fiecare nivel fiind terminat cu câte o cruce având trei brațe orizontale și a cărei turlă se înalță până la mijlocul câmpului superior.
Semnificația elementelor însumate:
Capul de zimbru, vechi simbol maramureșan, amintește de legenda descălecatului, plecarea lui Dragoș și Bogdan I din Maramureș pentru a forma statul feudal independent Moldova. Roza este blazonul voievodului Bogdan I. Capra neagră și brazii evocă relieful și principalele bogății naturale ale zonei. Intrarea în mină reprezintă bogățiile subsolului a căror exploatare a avut o importantă pondere în economia județului. Biserica din lemn atestă faptul că în acest județ se păstrează cele mai impunătoare construcții de acest fel din țară.

## Cultura tradițională maramureșeană
- Arta tradițională a prelucrării lemnului
  - Poarta maramureșeană
  - Troița maramureșeană
  - Fusul cu zurgălăi
  - Pecetarul
- Arta vestimentară maramureșeană
- Arta culinară maramureșeană
- Arta coregrafică maramureșeană
- Arta interpretativă vocală
- Arta ceramicii

## Cultura modernă maramureșeană
- Personalități din domeniul literaturii
  - Scriitori maramureșeni
  - Critici literari maramureșeni
  - Lingviști maramureșeni
  - Folcloriști maramureșeni

## Graiurile din Județul Maramureș
Graiul Maramureșean este unul dintre cele cinci subdialecte de bază ale dialectului dacoromân. Acesta se vorbește în Maramureșul istoric, în satele de pe văile Mara, Cosău și Iza.
În județul Maramureș se mai vorbește subgraiul chiorean, lăpușean și codrenesc în regiunile respective. Acestea fac parte din Graiul Ardelenesc, cu influențe majore din partea graiului maramureșean, in special in satele de pe Fisculaș (Chioar) și mai ales in Țara Lăpușului.
In Țara Lăpușului, se vorbește graiului maramureșean deoarece este considerata un fel de „arie laterală” a Maramureșului istoric, de unde a împrumutat un lexic bogat, numeroase aspecte etnografice și un repertoriu folcloric apreciabil. La toate acestea se adaugă un fapt istoric, respectiv documente ce atestă că o serie de localități lăpușene au fost întemeiate de nobili maramureșeni.
Subgraiul codrenesc, vorbit in preponderenta in Țara Codrului, este influențat și de Graiul Crișean.

## Muzee
- Memorialul Sighet
- Muzeul de Etnografie și Artă Populară Baia Mare
- Centrul artistic Baia Mare - Muzeul de Artă
- Muzeul Florean
- Muzeul de Mineralogie Baia Mare
- Muzeul Memorial Sighetu Marmației
- Muzeul Județean de Istorie și Arheologie Baia Mare

## Monumente istorice și de arhitectură
| - Castelul Apaffi - Centrul istoric Baia Mare - Centrul istoric Sighetu Marmației - Turnul Ștefan din Baia Mare - Biserici de lemn din Maramureș - Biserici de lemn din Lăpuș - Biserici de lemn din Chioar - Biserica de piatră „Sf. Apostoli Petru și Pavel” din Tăuții de Sus | - Biserica reformată din Câmpulung la Tisa - Biserica romano-catolică din Tăuții de Sus - Cimitirul Vesel - Mănăstirea Bârsana - Mănăstirea Moisei - Mănăstirea Piariștilor din Sighetu Marmației - Mănăstirea Rohia - Mănăstirea Săpânța-Peri |